# Tablaje
Tablaje era el nombre que recibían en España las casas de juego o garitos. Se llamaban también tablajería, casas de conversación, leoneras, mandrachos, encierros pues los tahures gustaban de usar un lenguaje particular.
Al establecimiento de estas casas llamaban abrir tienda, asentar conversación de tablaje. Las tenían todo tipo de gente desde los más altos personajes como dice Cervantes hasta los más bajos. Sus dueños se llamaban coymeros o mandracheros. Otros se llamaban gariteros con alusión a unos aposentos de las galeras llamados la garita y otros, los de chivitil, en alusión a las chocillas en las que los pastores defendían del frío a los chivatillos o cabritillos, siendo estos los tablajeros más bajos y viles. 
El barato era aquella cantidad que se estipulaba se debía dar al huésped o dueño de la casa por el uso de ella y por proveer de luces y barajas la cual era mayor o menor según se jugaba más o menos recio y a esto llamaban sacar el barato, sacar sus derechos o aranceles. La ganancia que sacaba el tablajero cuando en su casa se jugaba día y noche, se llamaba gotera en payla. 
Baraja es voz antigua castellana, que antes se decía baraya y barata, que quiere decir riña, contienda, disputa, confusión, desorden. Y así como ahora se dice el libro de las cuarenta hojas, se llamaban en el siglo XVII ætatem Mahometicam, latín tan fácil y admitido que todos lo entendían. Se llamaba así por alusión a los 48 años que dicen que vivió Mahoma y, en efecto, incluidos los ochos y nueves consta la baraja de 48 naipes. En algunas barajas antiguas se pintaban mujeres en lugar de hombres sobre los caballos o palafrenes y en algunas de Andalucía se pintaban cuatro cartas en figura de muchachos desnudos que eran el as de espadas, el as y el dos de bastos y el as de copas. De los jugadores unos se llamaban tahures o tafures, como se dice en el Ordenamiento de las Tafurerías que hizo y ordenó Maestro Roldán en el año 1276. Otros se llamaban fulleros, otros sagas y otros sages dobles por su mayor sagacidad. 

## Tretas de los fulleros
Estas sagacidades y cautelas de que usaban los fulleros se llamaban tretas, flores, pandillas, que son sinónimos de trampas, engaños, hurtos. Estas tretas se hacían de diversos modos y tenían diferentes nombres. 
- una se llamaba espejo de Claramente y consistía en ver las cartas del contrario poniéndose en parte desde donde se trasluciesen
- otra, fullería de lamedor, que consistía en dejarse engañar al principio para cebar al tahur y pelarle después
- otra, dar con la ley, que consistía en contraminar al fullero, burlándole su flor o treta con otra más cierta y sutil: y a esta sutileza llamaban descornar la flor
- otras se llamaban dar hastillazo, la berruguilla, hacer la teja, la ballestilla, boca de lobo, etc.

## Tipos de fulleros
Como estas casas de juego eran una especie de tráfico donde unos a otros se robaban el dinero, además de los jugadores, concurrían otros vagabundos, gente sin oficio ni beneficio que se valían de este peligroso arbitrio para sustentar la vida. Estos tenían varios empleos y nombres: 
- había diputados que regulaban el barato o la ganancia que se había de dar al dueño de la casa por consentir en ella a los jugadores, como se ha dicho, y por el importe de barajas, gasto de luces, trabajo de despabillar, en cuyo concierto interesaban estos mediadores
- había apuntadores, que de acuerdo con el fullero, poniéndose al lado del contrario y vendiéndosele por amigo le avisaba de su juego con señas muy puntuales que le hacía con dedos, boca, ojos y cejas.

A los que se ocupaban en hacer gente y en buscar y enganchar jugadores, daban también diversos nombres: 
- a unos llamaban muñidores, con alusión a los de las cofradías que avisan a los hermanos
- a otros, encerradores, con la de los que encerraban las reses en el matadero
- a otros, perros Ventures, con la de que así como estos levantan la caza para que muera a manos de los fulleros
- a otros, abrazadores, con alusión a los hombres que los roperos de Sevilla tenían asalariados en la plaza de san Francisco, los cuales llamaban a los forasteros y aldeanos para que les comprasen vestidos, asiéndolos de las capas y trayéndolos muchas veces casi en peso o en brazos
- concurrían asimismo otros llamados mirones, que resultaban por lo común de los tahures que se habían perdido al juego. Estos se divídían en:
  - pedagogos o gansos, que enseñaban a jugar a los tahures inexpertos
  - doncaires, que en el juego se ponían al lado del tahúr y le dirigían las cartas y de todo sacaban ganancia o como ellos decían, tocaban o mordían dinero.
- otros mirones servían de juzgar las suertes dudosas como era el que encontró Sancho Panza acuchillándose con su contrario
- otros mordían dinero con otros arbitrios, como el que cuenta D. Antonio Liñan Verdugo.
- los modorros eran los habían estado en los tablajes como dormitando, hasta que los tabures, picados ya en el juego y ciegos con la afición, en nada reparaban, pasando por todo, sin atender a tretas ni flores. Entonces, entraban de refresco estos sollastrones a hacer su cosecha, que en su lenguaje o jerigonza llamaban quedarse a la espiga. Así lo dice expresamente el licenciado Francisco de Luque Fajardo en su Fiel desengaño contra la ociosidad y los juegos. Tales son unos llamados los de la modorra o modorros y no de balde o sin causa respecto de que aguardaban a hacer sus robos o fullerías de media noche abajo, quedándose en las casas de juego como acaso, aunque muy de acuerdo, para dar fondo a los picados: aquellos que habiendo perdido en el discurso de la noche, desean jugar con el mismo demonio que sea.

Se leen estas noticias curiosas en el referido libro del mencionado Luque Fajardo que pondera vivamente la robos, las estafas, las maldiciones, las blasfemias y otras picardías que se cometían en estas casas de juego, tan comunes e introducidas en su tiempo (que era el de Cervantes) a pesar de tantas leyes y pragmáticas en que se prohibían. Al principio, solo jugaban a los naipes los hombres pero ya se quejaba el referido licenciado Fajardo de que algunas mujeres empezaban a jugar a los naipes y en efecto, se hallaban ya entre ellas tan buenas fulleras como entre ellos.